# Joseph Ferdinand von Österreich-Toskana

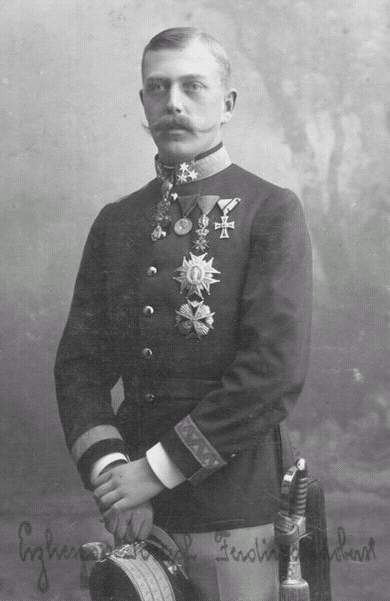
Erzherzog Joseph Ferdinand von Österreich-Toskana

Erzherzog Joseph Ferdinand von Österreich-Toskana (* 24. Mai 1872 in Salzburg; † 26. August 1942 in Wien) aus dem Hause Habsburg-Lothringen war Generaloberst der k. u. k. Doppelmonarchie und Ballonfahrer. Später zog er sich ins private Leben zurück und lebte als Bürger Österreichs. Während der Zeit des Nationalsozialismus wurde er zeitweise im KZ Dachau gefangen gehalten.  

## Herkunft
Erzherzog Joseph Ferdinand, mit vollem Namen Joseph Ferdinand Salvator Maria Franz Leopold Anton Albert Johann Baptist Karl Ludwig Rupert Maria Auxilatrix von Österreich-Toskana wurde als viertes Kind und zweiter Sohn Ferdinands IV., Großherzog der Toskana, geboren. Er war ein Ur-Ur-Enkel von Kaiser Leopold II. über dessen zweiten Sohn Ferdinand III. von der Toskana.  

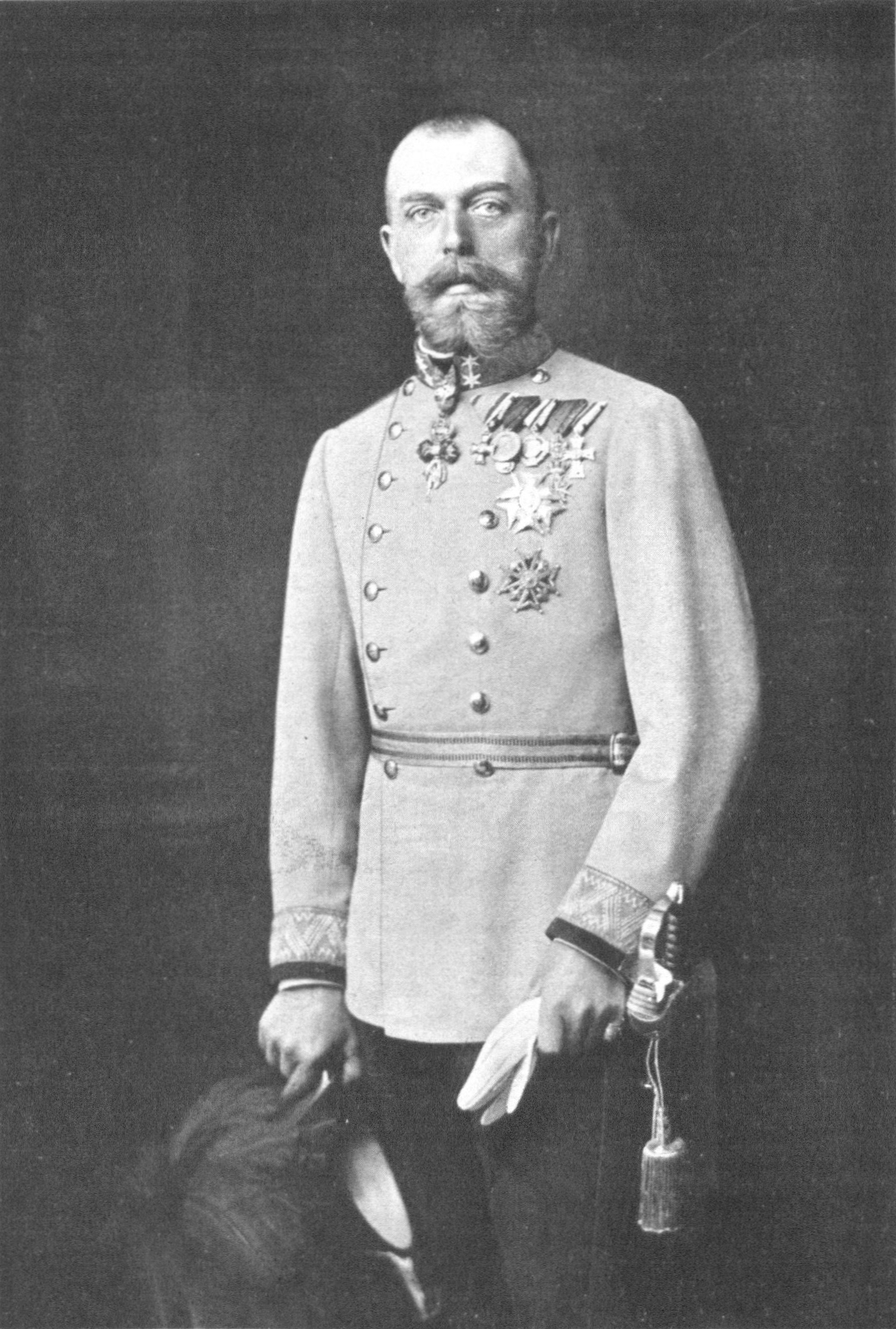
Erzherzog Joseph Ferdinand, Kommandant des 14. Korps, 1914

## Ausbildung und Karriere
Erzherzog Joseph Ferdinand besuchte die Militär-Oberrealschule in Mährisch-Weißenkirchen und später die Maria-Theresia-Militärakademie in Wiener Neustadt. Nach der Graduierung an der Akademie wurde er am 18. August 1892 zum Leutnant im Tiroler Jäger-Regiment berufen. Nach weiteren Diensten in verschiedenen Regimentern (Infanterie-Regimenter Nr. 93, 17, 59 und Tiroler Jäger-Regiment Nr. 4) wurde er 1903 Oberstleutnant im Infanterie-Regiment Nr. 27. Von 1895 bis 1897 besuchte er die Kriegsschule in Wien. Ab 1905 kommandierte er als Oberst das Infanterie-Regiment Nr. 93 und am 17. Oktober 1908 übernahm er die Führung der 5. Infanterie-Brigade in Linz.
Erzherzog Joseph Ferdinand beschäftigte sich mit Luftfahrt, welche damals in militärischen Kreisen nicht ernst genommen wurde. Seit seiner frühesten Jugend war er von Ballons fasziniert. 1909 arrangierte er eine Ballonfahrt von seinen Wohnsitz in Linz nach Dieppe in Frankreich, die 16 Stunden dauerte. Im Januar 1911 erhielt der Erzherzog das Kommando über die 3. Infanterie-Truppendivision in Linz und wurde am 1. Mai 1911 zum Feldmarschallleutnant ernannt.

## Erster Weltkrieg

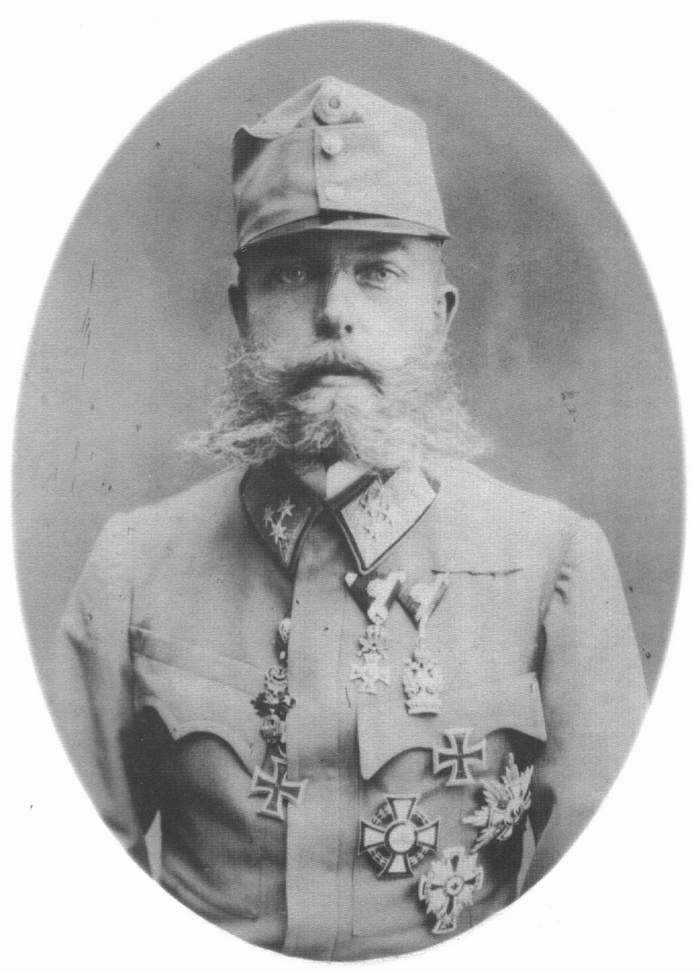
Erzherzog Joseph Ferdinand während des Ersten Weltkrieges (1916)

Im August 1914 übernahm er das Kommando des XIV. Armeekorps von General der Kavallerie Dankl, der das Kommando der 1. Armee übernahm. Sein Korps war Teil der 3. Armee von General Brudermann. Anfang September 1914 wurde diese im Ersten Weltkrieg nach den Niederlagen an der Zlota und an der Gnila Lipa schwer geschlagen (Schlacht von Lemberg), während die 4. Armee unter General Auffenberg in der „Sechs-Tage-Schlacht“ bei Rawa-Ruska ebenso dezimiert wurde. Der Erzherzog ersetzte daraufhin am 1. Oktober 1914 General Auffenberg.
Am 26. Februar 1916 wurde Erzherzog Joseph Ferdinand zum Generaloberst befördert. Er behielt das Kommando der 4. Armee bis Anfang Juni 1916, dem Beginn der Brussilow-Offensive. Auf Grund dieser vernichtenden Niederlage der Österreicher, ersetzte das deutsche Oberkommando (Oberste Heeresleitung, OHL) Erzherzog Joseph Ferdinand durch General Tersztyánszky.
Infolge seiner Verbindungen zu Kaiser Karl I. wurde Erzherzog Joseph Ferdinand im November 1916 zum General-Inspektor der k.u.k. Luftfahrtruppen ernannt, wobei die tatsächlichen Führungsaufgaben aber bei Generalmajor Emil Uzelac lagen.

## Familie
Erzherzog Joseph Ferdinand heiratete am 2. Mai 1921 Rosa Kandie Kaltenbrunner, eine Bürgerliche, die 1928 starb. Am 27. Januar 1929 heiratete er erneut, diesmal eine Adlige, jedoch ungleicher Herkunft. Gertrude Tomanek von Beyerfels-Mondsee gebar ihm zwei Kinder:
- Claudia Prinzessin di Firenze (* 1930)
- Maximilian Graf von Habsburg-Lothringen (1932–2024)[2]

⚭ 1961 Doris Williams
Beide Ehen werden als morganatisch angesehen.

## Zeit des Nationalsozialismus
Nach dem „Anschluss“ Österreichs 1938 wurde Erzherzog Joseph Ferdinand wie viele andere Gegner des Regimes arretiert. Die Gestapo inhaftierte ihn für drei Monate im KZ Dachau, was seine Gesundheit nachhaltig schädigte. Albert Göring, jüngerer Bruder von Hermann Göring und Nazi-Gegner, half ihm.
Auf einer Familienfeier bei Albert im Mai 1938 baten Albert und seine Schwester Olga (* 1899) Hermann um die sofortige Freilassung von Erzherzog Joseph Ferdinand; am nächsten Tag geschah dies tatsächlich.
Danach lebte Erzherzog Joseph Ferdinand bis zu seinem Tod († 26. August 1942) unter ständiger Überwachung durch die Gestapo in Wien. Nach seinem Tod wurde er in der Kapuzinergruft bestattet. Sein Metallsarkophag stand dort zunächst in der Toskanagruft; im Zuge der Umbau- und Erweiterungsarbeiten in der Kapuzinergruft um 1960 wurde der Sarkophag in einer Nische der Ferdinandsgruft (Nische 100D) eingemauert und ist daher nicht mehr sichtbar. Eine Gedenktafel in der Ferdinandsgruft erinnert jedoch an ihn.